# Roblox

Старий логотип Roblox

Roblox — безкоштовна онлайн-платформа для створення ігор. Користувачі можуть створювати власні ігри в Roblox Studio[⇨], грати в ігри, створені іншими користувачами, а також створювати та вигадувати одяг для свого персонажа. Деякі товари в каталозі можна купити за ігрову валюту — Robux.[⇨].

## Історія
Roblox створили 2004 року американці Девід Башуцкі та Ерік Кассел. Спочатку, розглядалась назва GoBlocks, потім DynaBlocks проте проєкт був випущений під назвою Roblox, придуманою Девідом.
1 вересня 2006 року Roblox офіційно вийшов з бета-тесту.
У березні 2007 року Roblox дав гравцям можливість носити кастомні футболки, а потім, 23 квітня 2008 року можна було носити кастомні штани.
У вересні 2008 року з'явилися так звані гості, через них ти міг гратися не зареєструвавши акаунт.
8 липня 2009 року Roblox створив так званий Builders Club, але на сьогодні він вже став Roblox Premium.
2 квітня 2010 року Roblox створив перший «Egg hunt» у якому треба було зібрати всі яйця і потім, вони будуть у твоєму інвентарі.
1 квітня 2012 року стався найбільший інцидент в Roblox. Група хакерів та Ellernate взламала акаунт Роблокса і вони завдяки цьому міняли ціни предметів. Група гакерів також поміняла банери на «Грати в Roblox набагато краще чим виходити на вулицю!» і грати в ігри і багато інших.
11 лютого 2013 року помер спів засновник Roblox Ерік Кассел від раку. На честь нього гравці побудували меморіал де вони казали всі побажання.
1 травня 2014 року розробник ігор TheGamer101 став першою людиною яка заробила 10000 доларів з ігор в Roblox.
18 березня 2015 року Roblox підтримує аудіо-файли формату .ogg
14 квітня 2016 року Roblox видалив Тікси. Перед цим Roblox створив подію Tixapalooza, у якій ти міг купити предмети за так звані Тікси. Причиною видалення стало те, що люди створювали багато акаунтів щоб заробляти більше тіксів, бо кожен день ти отримуєш по 10 тіксів.
2 жовтня 2017 року Roblox видалив Гостів.
4 грудня 2017 року було видалено форуми.
30 cічня 2018 року гра Meepcity стала першою грою досягнувши 1 мільярд відвідувань.
Більшу частину часу платформа була відносно невеликою, почавши суттєве розширення після 2019 року, це зростання було прискорене пандемією COVID-19.
До 2019 року компанія залучила $865 млн інвестицій, 2020 року вийшла на фондову біржу Нью-Йорка через прямий лістинг. Першого ж дня її оцінка становила $45 млрд.
У серпні 2020 року Roblox мав 164 млн активних користувачів щомісяця, включаючи більш ніж половину всіх американських дітей віком до 16 років.
28 жовтня 2021 року сталося одне із найдовших відключень Roblox, багато людей хотіли промокоди на безкоштовні бурито від фастфуду Chipotle в їхній грі. Та через велике навантаження на гру, сервера Roblox відключилися. Тоді на їхньому сайті де можна подивитися статус серверів було написано «Активний Інцидент». Та через приблизно 2 години, сайт гри відключився, тоді ще через годину сайт показував фото де було написано «Ми робимо речі більш чудовими. Повернемося скоро.». Все повернулося до нормального режиму 31 жовтня 2021 року.

## Система гри

### Roblox Studio
Платформа дозволяє користувачам створювати власні місця й міні-ігри, використовуючи Roblox Studio. Будь-який користувач може завантажити Roblox Studio на свій комп'ютер і створювати місця (англ. Places). Плейси можна буде опублікувати на свій профіль в Roblox. Також творці можуть використовувати ігрову валюту в своїх міні-іграх — Robux. За них можна купувати товари або послуги в грі.

### Гравці
Roblox дозволяє гравцям купувати, продавати і створювати свої віртуальні товари, які можна знайти в каталозі Roblox [Архівовано 8 березня 2019 у Wayback Machine.]. Сорочки (Shirts), Футболки (T-Shirts) і Штани (Pants) може купити кожен, але тільки учасники Roblox Premium (Колишній Builders Club) можуть створювати і продавати Сорочки та Штани. І тільки адміністратори Roblox можуть створювати і продавати Капелюхи (Hats), Аксесуари (Gear) і Пакети (Bundles).

### Групи
Групи дозволяють користувачам Roblox об'єднуватися з іншими користувачами. Лідери груп можуть їх рекламувати на сайті Roblox, керувати групою і запрошувати чи видаляти учасників.
Групи використовуються як спосіб організовувати різні типи спільнот і команд, починаючи від груп розробки ігор і закінчуючи кланами Roblox. Групи можуть публікувати свої власні товари, такі як одяг та ігри. Зароблені кошти йдуть на групові фонди. Групові кошти можуть використовуватися для запуску реклами для групи або ігор під іменем групи і можуть бути розподілені між учасниками через систему групової виплати.

### Події
Події (англ. Events)
У Roblox іноді проводяться реальні події та віртуальні заходи. Одним з таких подій є Конференція розробників Roblox, яка регулярно проводиться в Сан-Хосе, Каліфорнія. Вони проводять віртуальні заходи з полювання на великодні яйця… Щороку і раніше розміщували такі заходи, як BloxCon. Інший тип Event — це продажі, які зазвичай відбуваються в Америці, такі як Чорна п'ятниця, День пам'яті і День праці (англ. Labour Day).

### Ігрова валюта
Roblox має власну ігрову валюту, яка називається Robux. За неї можна купувати одяг, речі, анімації та багато іншого. Так само, можна купити спеціальні привілеї, які будуть давати деякі речі, такі як Robux, можливість робити групи, додаткові Robux's і інше. За Robux's можна створити VIP сервер. Раніше була валюта TIX, за яку можна було обмінювати Robux . Кожен день до 14 квітня 2016 року гравці отримували по 10 TIX кожен день, також якщо хтось зайде в твою гру ти отримаєш 1 TIX.

### Обмін
Обмін (англ. Trade)
Щоб ти міг обмінюватися речами, потрібно мати підписку Roblox Premium (колишній Builders club) . У гравця з підпискою доступний обмін речами. Раніше можна було обмінюватися TIX'ами. Для того, щоб подати запит на обмін речей, потрібно зайти на сторінку гравця, і поруч з трьома крапками буде кнопка Trade. За допомогою обміну можна помінятися речами з іншими гравцями.

### Обман гравців
У 2017—2018 роках були популярні так звані Скамботи які спамили чат щоб гравці зайшли на сайт щоб отримати безкоштовні робукси. Коли ти переходив на сайт то там був наче генератор який начислить тобі бесплатні робукси, там треба було ввести свій нікнейм і пароль. У 2024 році такий обман ще є (окрім скамботів), але на його ніхто не потрапляє, але новачки можуть попастися.
У спільноті Roblox є люди, відомі як "бімери", які зламують облікові записи Roblox, щоб красти та продавати їхні предмети на чорних ринках Roblox. Вони використовують різні техніки, такі як створення сайтів для фішингу або розробляють схеми для отримання токену сесії жертви. Отримавши доступ до облікового запису жертви, ці "бімери" крадуть, а потім продають цінні обмежені предмети, що належать жертвам, за реальні гроші або криптовалюту через сайти-маркетплейси або чати в Discord. Сленговий термін "бімінг" зазвичай використовується для опису всього цього процесу в Roblox. Roblox пропонує жертвам зламу "відкат" їхніх предметів, хоча це доступно лише один раз на обліковий запис.

### Roblox Premium
Roblox Premium — підписка яка дає тобі в місяць робукси. Ціна — 4,99 USD/місяць — 450 Robux, 9,99 USD/місяць — 1000 Robux, 19,99 USD/місяць — 2200 Robux. Roblox Premium дає можливості як: Отримання на 10 % більше робуксів коли ти їх купуєш, Обмін з іншими гравцями у яких тільки є Roblox Premium, Продажа предметів тільки для Roblox Premium, предметів з обмеженим тиражом і продажа класичних штанів та сорочок, Іконка Roblox Premium біля твого нікнейма. Roblox Premium раніше був Builders Clubом.

## Культура

### Вплив пандемії COVID-19
Пандемія COVID-19 вплинула на Roblox різними способами. Через карантинні обмеження пандемії, що обмежували соціальну взаємодію, Roblox використовувався як спосіб спілкування дітей між собою. Одним із найпомітніших проявів такого способу спілкування стало явище проведення днів народження на платформі. COVID-19 спричинив значне зростання як доходів платформи, так і кількості гравців на ній, що відповідає подібним ефектам, які спостерігалися в більшості ігрової індустрії, оскільки гравці, змушені залишатися вдома через локдауни COVID-19, проводили більше часу граючи у відеоігри.
Платформа Roblox також використовувалася для проведення віртуальних релігійних процесій замість церемоній наживо через карантинні обмеження, наприклад, сервер прихильників Чорного Назарянина в Кіапо, Манілі, де були створені моделі на основі ікони Чорного Назарянина та інших ікон. Подібні віртуальні процесії та релігійні церемонії також проводилися різними римо-католицькими парафіями на Філіппінах та в інших країнах релігійними м випуску до листопада 2022 року звуковим ефектом Roblox для смерті персонажа був звук, який зазвичай транскрибували та називали "oof", що став важливою частиною репутації платформи завдяки своєму статусу мема. Звук спочатку був створений Джої Курасом для студії композитора відеоігор Томмі Талларіко для відеогри Messiah, випущеної у 2000 році. Це призвело до суперечки про авторські права між ними, яка закінчилася в 2022 році, коли Roblox прибрав звук зі своєї платформи і замінив його новим.

## Сприйняття та дохід

### Ігри
Roblox розміщує багато популярних ігор створених на цій платформі. Станом на травень 2020, деякі найпопулярніші ігри на Roblox мали понад 10 мільйонів активних гравців на місяць. Станом на серпень 2020 року, понад 20 ігор отримали мільярд відвідувань і понад 5000 ігор — мільйон відвідувань гравцями.
Видавець ігор Джо Ференч (Joe Ferencz) зауважив у виданні TechCrunch, що ігри на Roblox здебільшого відходять від традицій відеоігор жанру F2P і спрямовані скоріше на моментальне задоволення. Тож гравці на платформі радше уникають тривалих і детальних туторіалів. Також на стан червень 2025 року, найпопулярнішою грою є Grow a Garden з онлайном на кожний день в ~2 мільйонів людей.
Компанії використовували Roblox як платформу для адверігор, просуваючи свої продукти.

### Обмеження за країнами

Обмеження Roblox за країнами

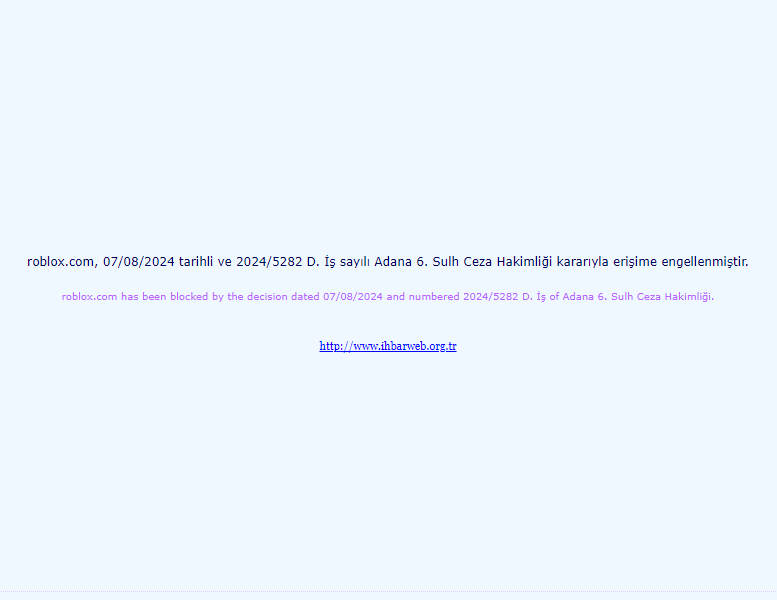
Повідомлення про заборону Roblox, видане Управлінням інформаційних та комунікаційних технологій Туреччини.

Roblox заборонений у таких країнах: Китай, Гватемала, Йорданія, Північна Корея, Оман, Катар та Туреччина. Він був заборонений в Об'єднаних Арабських Еміратах з 2018 по 2021 рік. Китай заборонив Roblox через його американське походження та передбачувану антикомуністичну пропаганду, прагнучи захистити китайських дітей від передбачуваного антикомуністичного впливу. Натомість Roblox Corporation випустила китайську версію Roblox під назвою Luobulesi (кит.: 罗布乐思), у 2021 році,[неякісне джерело] яка пізніше була закрита в 2022 році. Гватемала заборонила Roblox, оскільки ігрова платформа порушує закони та правила щодо безпеки та захисту дітей і підлітків. Йорданія заборонила Roblox через занепокоєння щодо нецензурної лексики, шахрайства та хакерства, які, за її твердженням, можуть зашкодити дітям під час статевого дозрівання. Північна Корея заборонила Roblox, оскільки гра дозволяє користувачам спілкуватися з іншими по всьому світу, порушуючи її закони про ізоляцію. Оман заборонив Roblox через відвертий та неприйнятний вміст, а також занепокоєння щодо хакерства та шахрайства. Туреччина заборонила Roblox, оскільки платформа містить контент, який може призвести до азартних ігор та сексуального насильства над дітьми. У відповідь на заборону Roblox оновив батьківський контроль і його налаштування. Об'єднані Арабські Емірати заборонили Roblox, посилаючись на занепокоєння, що гра, яка популярна серед дітей, може піддати їх впливу неприйнятного контенту.
У Бельгії та Нідерландах правила обмежують внутрішньоігрові предмети з випадковими або невідомими шансами, щоб обмежити вплив азартних ігор на дітей. Велика Британія та Норвегія нібито розслідували внутрішньоігрові азартні ігри, тоді як 18 інших європейських країн просували ідею регулювання таких практик.

### Фінансовий успіх
У січні 2017 року Roblox Corporation повідомили про придбання іграшкової компанії Jazwares.
Roblox досяг значної ринкової капіталізації, що перевищила 24 мільярди доларів станом на 20 лютого 2024 року. Головним активом компанії є власна віртуальна валюта Robux, прибуток від продажу якої у 2020 році склав 1,9 мільярда доларів. Також Roblox заробляє на розробниках, що продають власні віртуальні товари на платформі, отримуючи комісію у розмірі 50 % за кожну транзакцію.
Roblox посіла третє місце за виторгом серед відеоігор у 2020 році. Загальний прибуток гри склав 2,29 мільярда доларів США, поступившись лише PUBG та Honor of Kings компанії Tencent.
Виторг компанії за третій квартал 2021 року зріс на 102 % — до 509 мільйонів доларів. Чисті збитки за цей проміжок часу стали у рази менші — 77 мільйонів доларів.
Версія Roblox для iOS досягла 1 мільярда доларів доходу в листопаді 2019 року, 1,5 мільярда доларів у червні 2020 року, та 2 мільярди доларів у жовтні 2020 року, що зробило її додатком для iOS з другим найвищим доходом. Кілька окремих ігор на Roblox накопичили доходи понад 10 мільйонів доларів, тоді як розробники загалом на платформі мали колективно заробити близько 250 мільйонів доларів протягом 2020 року.

### Критика

#### Звинувачення у заохоченні споживацтва
Roblox зазнала критики за те, що вона полегшує дітям можливість витрачати великі суми грошей через мікротранзакції, що призводило до численних випадків, коли діти витрачали значні суми грошей на платформі без відома батьків. Також компанія видаляє акаунти гравців, які подають чарджбеки або просять повернення коштів за платежі Robux через банки, емітентів карток чи інші сторонні компанії. Професорка Джейн Джаффер з Корнельського університету звинуватила Roblox у заохоченні споживацтва серед дітей.
У квітні 2022 року організація Truth in Advertising подала скаргу проти Roblox до Федеральної торгової комісії США за неправдиву рекламу, зокрема за відсутність розкриття інформації про наявність реклами, як-от у рекламних іграх і програмах амбасадорів брендів. У відповідь, у березні 2023 року Roblox почала приховувати рекламу для користувачів молодше 13 років. Однак це не стосується рекламних ігор, оскільки вони не вважаються рекламою на платформі. Це призвело до подальшої критики з боку Truth in Advertising і організації з цифрових прав дітей 5Rights. Представник Roblox у заяві для The Observer пояснив, що взаємодія з рекламними іграми не відрізняється від того, як споживачі взаємодіють із брендами через інші медіа, як-от фільми, і що платформа надає рекомендації для творців і ліцензіарів рекламних ігор.

#### Екстремізм
У травні 2021 року дослідник Деніел Келлі з Антидифамаційної ліги повідомив, що численні ігри в Roblox відтворили масові вбивства, і розкритикував команду модерації за неспроможність їх модерувати. Прикладом цього були три різні ігри, які симулювали стрілянину в мечетях Крайстчерча. Пізніше того ж року в червні Сесилія Д'Анастасіо з Wired повідомила про численні групи та ігри в Roblox, які симулювали реальні військові підрозділи та режими, включаючи Вермахт. Як приклад було наведено гру Innsbruck Border Simulator, де гравці грали за нацистів, яка, як повідомлялося, набрала понад мільйон переглядів перед тим, як була видалена командою Roblox. У 2023 році Gamesindustry.biz повідомив, що конгресвумен Лорі Трахан розкритикувала численні компанії відеоігор за нездатність відповісти на питання про те, як боротися з онлайн-екстремізмом, але відзначила Roblox як виняток, оскільки вони стверджували, що мають команду, присвячену модерації екстремістського контенту. Gamesindustry.biz, однак, згадав, що компанію критикували в минулому за нездатність модерувати ігри, які відтворювали реальні стрілянини.

#### Ймовірні експлуататорські практики щодо дітей
Roblox був звинувачений журналістсько-розслідувальним YouTube каналом People Make Games у "експлуатації" дітей-розробників ігор, обіцяючи їм величезні суми грошей при монетизації їхніх ігор, але натомість даючи їм мало або взагалі не даючи грошей через високі відрахування з доходу, курс обміну при продажу Robux нижчий, ніж курс при купівлі Robux, та відсутність методів зробити їхні ігри легко виявленими. Це порівнювали з корпоративними грошима. У розмові з Axios, головний продуктовий директор (CPO) Roblox Мануель Бронштейн відповів, що Roblox має намір давати більше грошей своїм розробникам спільноти.
Після того, як Roblox попросив канал видалити відео, People Make Games натомість висунув подальші звинувачення у практиках, що загрожують безпеці дітей, такі як відсутність нагляду за розробниками та методу повідомляти про зловживання розробників, що призводить до експлуатації дітей-розробників для праці на сторонніх платформах, дозвіл розробнику (пізніше ідентифікованому як Арнольд Кастільйо) очевидно продовжувати монетизацію та мати контроль над розробкою ігор, незважаючи на те, що його особистий акаунт був заблокований за повідомлення про сексуальне полювання на дитину, керування ринком колекційних предметів так, щоб він функціонував як азартні ігри, таким чином заохочуючи дітей шукати неофіційні та небезпечні сайти для торгівлі, щоб легко отримати дуже цінні предмети, та відмова допомогти розробнику, чий акаунт був зламаний і його колекційні предмети та активи були вкрадені.

#### Скандал Кардашьян-Roblox
У прем'єрній серії The Kardashians, яка вийшла 14 квітня 2022 року, під назвою "Спалити їх усіх до біса", розгорівся публічний конфлікт між Кім Кардашян та Roblox. У епізоді син Кім, Сейнт Вест, показує своїй матері гру на платформі з планшета, де зображено Кім, що плаче. Вона стверджувала, однак, що особа, яка завантажила гру, також отримала відеозапис її інтимного відео з Ray J, і що вона відреагувала плачем та заявою про намір подати до суду на компанію. Достовірність цього інциденту була поставлена під сумнів, оскільки фільтри Roblox не дозволяють використовувати слова "інтимне відео" або варіанти написання, і тому що, враховуючи, що на той час у Roblox було близько 11,1 мільйона ігор, ймовірність того, що Сейнт Вест випадково натрапить на гру, що рекламує її інтимне відео, дуже мала.
Представник Roblox відповів, сказавши: "Згадане відео ніколи не було доступне на нашій платформі. У нас є суворі правила модерації та політики для захисту нашої спільноти, включаючи нульову толерантність до сексуального контенту будь-якого виду, який порушує правила нашої спільноти" та "Текстове посилання на відео, яке обійшло наші фільтри, було швидко видалено і, на щастя, було видимим лише для надзвичайно малої кількості людей на платформі. Ми також швидко видалили пов'язану гру та заблокували розробника спільноти, причетного до інциденту." Особа, близька до родини Кардашян, заперечила звинувачення у фальсифікації події.